# West Union (Iowa)
West Union è una città degli Stati Uniti d'America, situata nello Stato dell'Iowa, nella Contea di Fayette, della quale è il capoluogo.